# Roger Hassenforder
Roger Hassenforder est un coureur cycliste français, né le 23 juillet 1930 à Sausheim (Haut-Rhin) et mort le 3 janvier 2021 à Colmar,.
Roger Hassenforder a été à son époque le boute-en-train des pelotons.

## Biographie
Roger Hassenforder effectue son service militaire au 4e régiment de cuirassiers en 1950-1951 à Reims. Antoine Blondin le recommande à l’ancien coureur Marcel Duc. Il signe à l’UV Reims, puis au BC Reims. Marcel Duc le fait équiper par les cycles André Bertin. Roger Hassenforder alterne alors route et piste.
Roger Hassenforder remporte de nombreuses victoires entre 1953 et 1959. « La classe à l'état pur », dit de lui Félix Lévitan, directeur du Tour de France. S'il est un coureur brillant et plein de panache, il marque surtout le monde du cyclisme par ses quatre cents coups, ses facéties, son extravagance.
Ce tempérament anti-conformiste, qui le situe, d'après Pierre Chany, entre Louison Bobet et Fernand Raynaud, a eu une extraordinaire popularité auprès du public qui le fait ainsi entrer dans la légende du cyclisme. Un reportage du journaliste Gilles Delamarre, illustré par le photographe Jean Jaffre, a mis en exergue, en avril 1975, ce tempérament original.
Après sa carrière sportive, il a ouvert un restaurant renommé à Kaysersberg, en Alsace, qui est tenu aujourd'hui par une famille suisse.
Il meurt le 3 janvier 2021 à Colmar, à l'âge de 90 ans,. Il est inhumé au cimetière de Kaysersberg (Haut-Rhin).

## Palmarès sur route

### Palmarès amateur
- 1951
  - Grand Prix de Tourteron
- 1952
  - Trophée Simplex des Provinces Françaises[7]
  - Grand Prix des Amis du Cyclisme
  - 2e de Paris-Soissons
  - 3e de Paris-Laon

### Palmarès professionnel
- 1953
  - Tour du Sud-Est :
    - Classement général
    - 1re étape

  - 1re étape du Critérium du Dauphiné libéré
- 1954
  - Critérium national
  - 6e étape du Tour de l'Ouest
  - Grand Prix des Alliés
- 1955
  - Tour de Picardie
  - 5e étape du Tour de France
- 1956
  - Critérium national
  - 4eb, 9e, 14e et 21e étapes du Tour de France
  - Grand Prix de l'Echo d'Oran
  - 9e de Bordeaux-Paris
- 1957
  - 5e étape du Tour d'Espagne
  - 7e et 14e étapes du Tour de France
  - 2e des Boucles de la Seine
- 1958
  - Critérium national
  - 5e étape du Tour de l'Ouest
  - 3eb étape du Grand Prix du Midi libre
  - 6e du Super Prestige Pernod
  - 8e de Paris-Roubaix
- 1959
  - Boucles de la Seine
  - 7e étape du Tour de France
  - 2e de Bordeaux-Paris

### Résultats sur les grands tours

#### Tour de France
6 participations
- 1953 : hors délais (10e étape),  maillot jaune pendant 4 jours
- 1954 : abandon (7e étape)
- 1955 : abandon (8e étape), vainqueur de la 5e étape
- 1956 : 50e, vainqueur des 4eb, 9e, 14e et 21e étapes
- 1957 : abandon (17e étape), vainqueur des 7e et 14e étapes
- 1959 : non-partant (15e étape), vainqueur de la 7e étape

#### Tour d'Espagne
1 participation
- 1957 : abandon (12e étape), vainqueur de la 5e étape

## Palmarès sur piste

### Championnats du monde
- Zurich 1953
  - 4e de la poursuite

### Championnats de France
- 1953
  - 2e du championnat de France de poursuite[n 2]
- 1954
  -  Champion de France de poursuite[n 3]
  -  Champion de France de poursuite[n 4]
- 1955
  - 2e du championnat de France de poursuite[n 5]
- 1963
  - 2e du championnat de France de demi-fond